# إيلين غراي
إيلين غراي (بالإنجليزية: Eileen Gray) هي مهندسة معمارية أيرلندية، ولدت في 9 أغسطس 1878 في إنيسكورثي ‏ في جمهورية أيرلندا، وتوفيت في 31 أكتوبر 1976 في الدائرة الرابعة عشرة في باريس في فرنسا.